# Iriarteeae
Iriarteeae es una tribu de plantas con flores perteneciente a la subfamilia Arecoideae dentro de la familia de las palmeras (Arecaceae). 
Iriarteae (que tiene por ejemplo a Iriartea, Socratea) tiene raíces "stilt", y segmentos de hojas con ápices despuntados y venas divergentes.
Tiene las siguientes subtribus y géneros.

## Subtribus y Géneros
Según GRIN
- Acrostigma O. F. Cook & Doyle = Wettinia Poepp.
- Catoblastus H. Wendl. = Wettinia Poepp.
- Catostigma O. F. Cook & Doyle = Wettinia Poepp.
- Cuatrecasea Dugand = Iriartella H. Wendl.
- Dahlgrenia Steyerm. = Dictyocaryum H. Wendl.
- Deckeria H. Karst. = Iriartea Ruiz & Pav.
- Dictyocaryum H. Wendl.
- Iriartea Ruiz & Pav.
- Iriartella H. Wendl.
- Metasocratea Dugand = Socratea H. Karst.
- Socratea H. Karst.
- Wettinella O. F. Cook & Doyle = Wettinia Poepp.
- Wettinia Poepp.
- Wettiniicarpus Burret = Wettinia Poepp.[1]

Según Wikispecies
- Subtribu: Iriarteinae
  - Géneros: Dictyocaryum - Iriartea - Iriartella - Socratea
- Subtribu: Wettiniinae
  - Géneros: Wettinia